# XLI Krajowy Festiwal Piosenki Polskiej w Opolu
41. Krajowy Festiwal Piosenki Polskiej w Opolu – edycja Krajowego Festiwalu Piosenki Polskiej w Opolu z 2004 r. Po raz piąty odbył się plebiscyt i koncert Superjedynek. Zorganizowały je TVP 1 i RMF FM. Wykonawcy byli nagradzani za muzyczne osiągnięcia w ciągu 12 miesięcy poprzedzających imprezę. Zespołom akompaniował zespół Kukla Band pod dyrekcją Zygmunta Kukli.
Dzień przed oficjalnym rozpoczęciem imprezy TVP na placu Wolności zorganizowała koncert hip-hopowy. Zagrali m.in.: O.S.T.R., KASTA, Wojciech Alszer, Sebastian Salbert Flexxip, Gutek, Numer Raz, Tede oraz Sistars. Telewizja Polska pokazała ten koncert 1 czerwca.
29 maja 2004 roku tuż przed rozpoczęciem wieczornego otwarcia festiwalu na Placu Wolności odbył się koncert Debiutów. Telewizja Polska pokazała ten koncert dzień później.

## Dzień 1

### Koncert „Premiery”
data: 29.05.2004; godz. 20:15-22:15
prowadzący: Piotr Bałtroczyk
- Na grosze - Renata Dąbkowska
- Glory - Ania Dąbrowska (2. miejsce)
- Najlepsze pozostanie - De Mono
- Tylko słowa - Ewelina Flinta
- Nie jestem dla Ciebie - Kashmir
- Din Di Ri Don - Łyczacza
- Tak o mnie walcz - Patrycja Markowska
- W małych istnieniach - Dorota Miśkiewicz
- Moja obsesja - Offside
- Dawna dziewczyno - Pudelsi (3. miejsce)
- Następny będziesz ty - Marcin Rozynek
- Sutra - Sistars (1. miejsce)
- Zacząć jeszcze raz - Katarzyna Skrzynecka
- Właśnie w taki dzień - Hania Stach

1. Głosowanie jury – przyznawanie punktów () – miejsca wg niniejszego głosowania
2. Sistars – Sutra NAGRODA JURY w Oddziałach Terenowych TVP S.A.
3. Sistars – Sutra NAGRODA PUBLICZNOŚCI w głosowaniu audiotele

Nagroda Programu 1 Polskiego Radia S.A.: w postaci prawa do bezpłatnej sesji nagraniowej: Pudelsi

### 30-lecie Budki Suflera
data: 29.05.2004; godz. 22:30-00:00
prowadzenie: Piotr Bałtroczyk
Koncert uświetniający 30 lat zespołu Budka Suflera. Zagrano najważniejsze utwory zespołu, a podczas tego koncertu zagrano też 2 covery w wykonaniu zagranicznych gwiazd: Garou (Georgia on My Mind) i Gary'ego Brookera (A Whiter Shade of Pale).

## Dzień 2

### Koncert Superjedynki
data: 30.05.2004; godz. 20:10-23:20
prowadzący: Marcin Daniec
- Najlepsza wokalistka – Ewelina Flinta
- Najlepszy wokalista – Marcin Rozynek
- Zespół roku – Łzy
- Debiut roku – Sistars
- Przebój roku – „Oczy szeroko zamknięte” – Łzy
- Rockowa płyta roku – Korova Milky Bar – Myslovitz
- Taneczna płyta roku – Demi-sec – Blue Café
- Popowa płyta roku – Myśli i słowa – Bajm
- Teledysk roku – Testosteron – Kayah
- Wydarzenie roku – koncert Robbiego Williamsa w Katowicach

Podczas tego koncertu odbył się też występ zespołu Milkshop - zwycięzcy koncertu Debiutów.

## Debiuty
Nagroda im. Anny Jantar za debiut:
- 1. miejsce Milkshop
- 2. wyróżnienie Menski
- 3. wyróżnienie Mosqitoo

Zespoły, które otrzymały 2 i 3 wyróżnienie uzyskały nagrody finansowe w wysokości 5.000 i 2.000 zł.
Reżyserem koncertu był Paweł Zeitz

## Inne nagrody
- Nagroda Dziennikarzy dla zespołu Sistars
- Nagroda TV Polonia: Artysta bez granic – Krzysztof Krawczyk

## Grand Prix
Otrzymał zespół Budka Suflera za całokształt pracy artystycznej.